# Ozark (Arkansas)
Ozark es una ciudad ubicada en el condado de Franklin en el estado estadounidense de Arkansas. En el Censo de 2010 tenía una población de 3684 habitantes y una densidad poblacional de 194,08 personas por km². Está situada a orillas del río Arkansas.

## Geografía
Ozark se encuentra ubicada en las coordenadas 35°29′58″N 93°50′34″O / 35.49944, -93.84278. Según la Oficina del Censo de los Estados Unidos, Ozark tiene una superficie total de 18.98 km², de la cual 18.88 km² corresponden a tierra firme y (0.52%) 0.1 km² es agua.

## Demografía
Según el censo de 2010, había 3684 personas residiendo en Ozark. La densidad de población era de 194,08 hab./km². De los 3684 habitantes, Ozark estaba compuesto por el 95.3% blancos, el 0.68% eran afroamericanos, el 0.87% eran amerindios, el 0.35% eran asiáticos, el 0.08% eran isleños del Pacífico, el 0.43% eran de otras razas y el 2.28% pertenecían a dos o más razas. Del total de la población el 3.12% eran hispanos o latinos de cualquier raza.